# Phycolepidoziaceae
Phycolepidozia exigua es la única especie de hepáticas perteneciente al género Phycolepidozia de la familia Phycolepidoziaceae. Es un endemismo de Dominica, donde está considerada en peligro de extinción. Su hábitat natural son las tierras bajas tropicales o subtropicales en los bosques secos.

## Descripción
La especie es única entre las hepáticas por la reducción extrema de sus hojas laterales. Estas hojas consisten en sólo dos células en la madurez, por lo que las plantas están esencialmente sin hojas.